# Jon Hopkins
Pour les articles homonymes, voir Hopkins.
Jonathan Julian Hopkins est un musicien britannique d'electronica mélodique né en 1979 à Londres.

## Biographie
Il est né et a grandi à Londres. Il commence à jouer du piano à l'âge de cinq ans et, à douze ans, il est admis au prestigieux Collège royal de musique de Londres.
Il a travaillé, entre autres, avec Coldplay, Imogen Heap, King Creosote, David Holmes, Tunng et Brian Eno mais aussi Simon Green de Bonobo.
Il a aussi composé la musique du spectacle Entity du chorégraphe Wayne McGregor dont la première a été jouée au Sadler's Wells Theatre à Londres en avril 2008.
Depuis 2001, Jon Hopkins a sorti cinq albums et trois maxis.
Son œuvre est régulièrement utilisée dans les médias et la publicité, par exemple dans la série télévisée Sex and the City et dans les émissions de la chaîne MTV Dismissed, Suspect et Surf Girls, mais aussi au cinéma comme dans le film La Nuit au musée 2, où l'on peut entendre la chanson Life In Technicolor. Il a également composé la bande son du film Monsters et Maintenant, c’est ma vie.

## Discographie

### Albums studio
- 2001 : Opalescent (en)
- 2004 : Contact Note (it)
- 2009 : Insides (en)
- 2010 : Small Craft on a Milk (en) (avec Brian Eno et Leo Abrahams)
- 2010 : Diamond Mine (avec King Creosote)
- 2011 : Music From The Film 'Monsters'
- 2013 : Immunity (en)
- 2018 : Singularity (en)
- 2021 : Music For Psychedelic Therapy (en)
- 2024 : Ritual (en)

### Maxis
- 2005 : ep1
- 2006 : The Fourth State
- 2009 : Seven Gulps of Air
- 2014 : Asleep Version

### Singles
- 2009 : Light Through the Veins
- 2009 : Wire
- 2013 : Open Eye Signal
- 2018 : Emerald Rush
- 2018 : Luminous Beings
- 2019 : Luminous Spaces (with Kelly Lee Owens)

### Bandes originales de films
- 2010 : Monsters de Gareth Edwards
- 2013 : Maintenant c'est ma vie (How I Live Now) de Kevin Macdonald